# Armand Charnay
Pour les articles homonymes, voir Charnay.

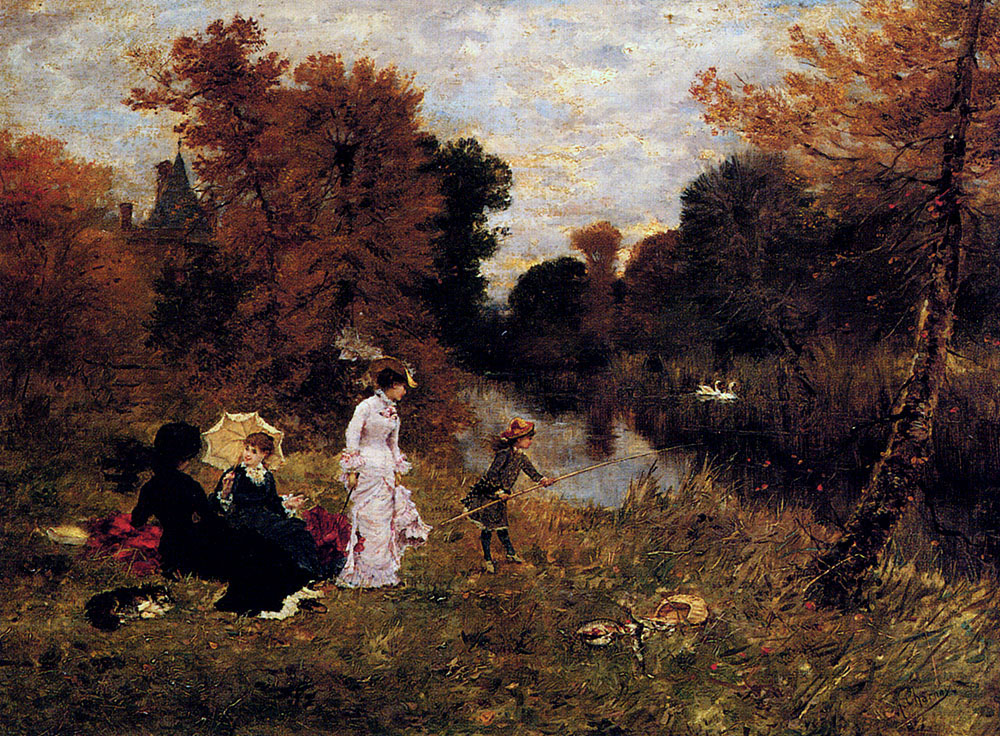

Jean Marie Armand Charnay, né le 7 janvier 1844 à Charlieu et mort le 6 décembre 1915 dans le 7e arrondissement de Paris, est un peintre français.

## Biographie
Issu d'un milieu aisé, ce fils de notaire obtient le baccaulauréat ès-lettres en 1862, puis vient étudier la peinture à Paris. Formé dans les ateliers d'Augustin Feyen-Perrin et Isidore Pils, Armand Charnay débute au Salon dès 1865. Sa participation y est couronnée à deux reprises, par une médaille de 3e classe en 1876, puis une médaille de 2e classe au Salon des artistes français de 1886. Son art est également honoré d'une médaille d'argent à l'Exposition universelle de 1889. Il participe à l'Exposition franco-britannique de Londres en 1908. Enfin, il est décoré de la Légion d'honneur en 1909, la même année que l'artiste peintre Edouard Gelhay et le sculpteur Antoine Bourdelle. 
Séduit par la forêt de Fontainebleau, Armand Charnay s'établit à Bourron-Marlotte dès 1871 et y passe la majeure partie de son existence. Peintre paysagiste travaillant d'après nature, dans l'esprit de l'École de Barbizon, et peintre de genre croquant des scènes issues de la vie quotidienne, il a aussi réalisé quelques portraits. Aimant particulièrement représenter les environnements forestiers et les parcs de châteaux, il affirme son style par le flou spontané de son coup de pinceau.
Armand Charnay a aussi eu une activité de graveur durant ses années d'études picturales. Il est par ailleurs l'auteur d'un livret d'apprentissage sur Le Dessin au fusain, ses procédés (Paris, Cadart et Luguet, 1865).
Il devient président d’honneur et bienfaiteur de la Société des Amis des Arts de Charlieu, à laquelle il lègue à sa mort son fonds d'atelier. Cette collection, riche de plusieurs centaines d'œuvres (tableaux et croquis) est à l'origine du Musée Armand Charnay crée en 1934 (et fermé en 1951). La Société en fit ensuite don au musée municipal de Charlieu en 1997.
A l'instigation de Danièle Miguet, conservateur du Musée de Charlieu (1991-2020), une première monographie sur Armand Charnay est réalisée par Daniel Tabard en 2002 et plusieurs expositions sont consacrées à l'artiste :
-         "De paysages en paysages" (Charlieu-1997)
-         "Destination Italie" (Charlieu-2001)
-         "Armand Charnay : un grand parmi les petits maîtres" (Charlieu-2003)
-         "Yport. 1874 – Armand Charnay, la redécouverte d'un artiste injustement oublié" (Yport-2010)
-         "A la rencontre d'Armand Charnay : vivre à la campagne au XIXème siècle" (Charlieu-2010)

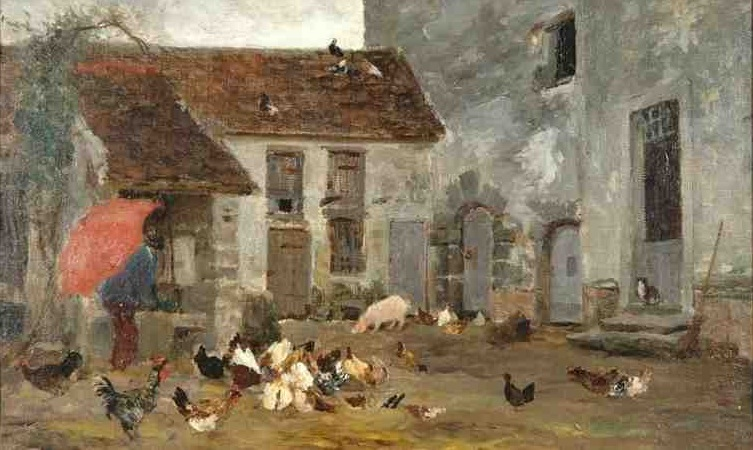
La Nicotière 1873

-         "Aux frontières de l'impressionnisme : Armand Charnay" (Bourron-Marlotte-2015)

## Collections publiques
En France
- Charlieu, musée Hospitalier : fonds d'atelier de l'artiste (environ cinq cents toiles et plus de mille dessins)
- Paris, hôtel de ville : panneau décoratif pour l'escalier d'honneur
- Rouen, musée des beaux-arts : Ancien presbytère de Saint-Léonard, près de Fécamp

Au Mexique
- Mexico, ambassade de France : La Mare aux cygnes

Au Royaume-Uni
- Londres, National Gallery : Parc de Sansac (Indre-et-Loire) (1885)[3]

## Sources
- Dossier de Légion d'honneur d'Armand Charnay.